# Lukas Gernler

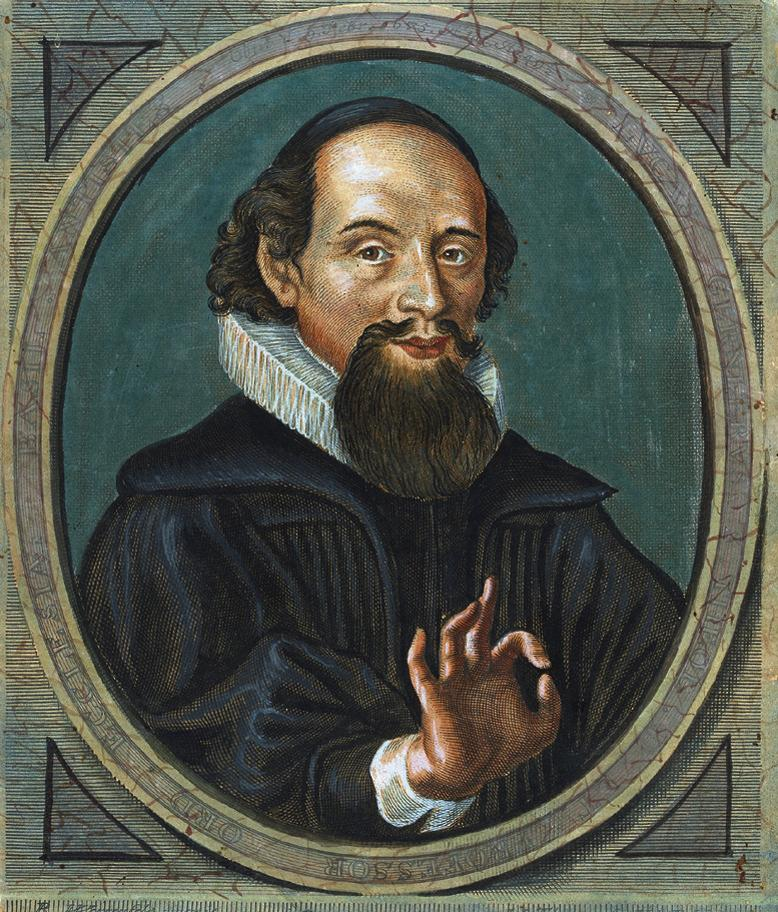
Lukas Gernler von Johann Jakob Thurneysen, um 1670

Lukas Gernler (häufig auch Lucas; * 19. August 1625 in Basel; † 9. Februar 1675 ebenda) war ein Schweizer Theologe, Hochschullehrer und Antistes am Basler Münster.

## Leben
Gernler absolvierte an der Universität Basel ein Studium der Theologie und unternahm dann eine ausgedehnte Bildungsreise durch die Schweiz, Frankreich, England und die Niederlande. Nach seiner Rückkehr 1648 nahm er die Stelle als Hofprediger bei Johann Ludwig von Erlach in Breisach an. Zwei Jahre später 1650 kam er als Helfer ans Basler Münster. 1653 wurde er Obersthelfer und am 9. Februar 1655 Basler Antistes. Letztes Amt hatte er bis zu seinem Tod inne.
Gernler schlug neben seiner Predigerlaufbahn auch eine akademische Laufbahn ein. 1656 wurde er an der Theologischen Fakultät zum Dr. theol. promoviert und zum Professor locorum communium et controversiarum berufen. 1659 und 1673 war er Rektor der Universität. 1665 wechselte er auf die Professur für Altes Testament. Er erwirkte die Errichtung eines Waisenhauses für Basel sowie die Erweiterung des Basler Gymnasiums.

## Werke (Auswahl)
- Disputationes exegeticae in confessionem helveticam. Basel 1661.
- mit Johann Rudolf Wettstein und Johann Buxtorf der Jüngere: Syllabus controversiarum religionis, quae ecclesiis orthodoxis cum quibuscunque adversariis intercedunt. Decker, Basel 1662.
- Von Gebürlicher Betraurung der Todten: Gehalten in der Pfarkirchen bey St. Leonhard in Basel. Bertsche, Basel 1669.